# Dominik Reinhardt
Dominik Reinhardt (Leverkusen, Alemania, 19 de diciembre de 1984) es un futbolista alemán. Juega de defensa y su actual equipo es el FC Augsburgo de la Bundesliga de Alemania. 

## Selección nacional
Ha sido internacional con la Selección de fútbol de Alemania Sub-21.

## Clubes
| Club            | País     | Año       |
| --------------- | -------- | --------- |
| 1. FC Nuremberg | Alemania | 2003-2009 |
| FC Augsburgo    | Alemania | 2009-     |

## Palmarés

### Campeonatos nacionales
| Título           | Club           | País     | Año  |
| ---------------- | -------------- | -------- | ---- |
| Copa de Alemania | 1. FC Nürnberg | Alemania | 2007 |